# Amadeu Andrada de Lacerda Rodrigues
Amadeu Andrada de Lacerda Rodrigues foi advogado e político brasileiro do estado de Minas Gerais. Foi deputado estadual e deputado constituinte em Minas Gerais pela UDN de 1947 a 1951, sendo substituído pelo deputado Simão Vianna da Cunha Pereira no período de 15/3 a 12 de abril de 1948. Foi também prefeito do município de Barbacena em 1936 pelo Partido Progressista fundado, na época, por Antônio Carlos Ribeiro de Andrada (IV).
Amadeu Andrada foi eleito novamente deputado estadual em Minas Gerais para o mandato de 1951 a 1955, também pela UDN

Era casado com Arlete, filho de Maria José de Andrada Lacerda Rodrigues e de Amadeu de Lacerda Rodrigues, pelo lado materno era sobrinho de Antônio Carlos Ribeiro de Andrada (IV) e descendente de José Bonifácio de Andrada e Silva. 